# Els frescos de Piero della Francesca
Els frescos de Piero della Francesca (Les Fresques de Piero della Francesca), H. 352, és una peça orquestral composta per Bohuslav Martinů a Niça entre 20 de febrer i el 13 d'abril del 1955. Va ser estrenada a Salzburg per l'Orquestra Filharmònica de Viena dirigida per Rafael Kubelík el 26 d'agost de 1956. L'obra està dedicada a Kubelík.
És un homenatge al cicle de frescos La Història de la veritable Creu de Piero della Francesca, el qual Bohuslav Martinů va admirar a Arezzo el 1954. Va ser inspirat particularment per La Reunió de Solomó i la Reina de Saba i per El somni de Constantina.

## Moviments
1. Andante poco moderato
2. Adagio
3. Poco allegro

## Enregistraments seleccionats
- Royal Philharmonic Orchestra dirigida per Rafael Kubelík dins 1958 (EMI).
- Orchestre de la Suisse Romande dirigida per Ernest Ansermet (Cascavelle).
- Orquestra Simfònica de la Ràdio de Praga dirigida per Charles MacKerras el 1982 (Supraphon) disponible a Youtube
- Orquestra Nacional de França dirigida per James Conlon el 1991 (Erato).
- Orquestra Simfònica de la Ràdio de Praga dirigida per Vladimír Válek el 1993 (Praga).
- Orquestra Simfònica de la BBC dirigida per Andrew Davis (Warner).